# Gryt, Valdemarsviks kommun
Gryt är en ort i Valdemarsviks kommun i Östergötlands län, kyrkby i Gryts socken. Sedan 2015 räknar SCB orten återigen som en tätort.
Gryt ligger vid Östersjön, omkring en mil öster om Valdemarsvik. 

## Namnet
Namnet (1378 Gryto) kommer från ön där kyrkan anlades. Önamnet Gryta är bildat av gryt, 'stenanhopning, stenig mark'.

## Samhället
I orten ligger Gryts kyrka. Utanför orten ligger Gryts skärgård. Gryt har tidigare haft handelsförening, bank, post och skola. Det finns ett aktivt bibliotek i det gamla kommunalhuset.

## Befolkningsutveckling
| Befolkningsutvecklingen i Gryt 1960–2020                                                                                          | Befolkningsutvecklingen i Gryt 1960–2020 | Befolkningsutvecklingen i Gryt 1960–2020 | Befolkningsutvecklingen i Gryt 1960–2020 | Befolkningsutvecklingen i Gryt 1960–2020 |
| --- | ---------------------------------------- | ---------------------------------------- | ---------------------------------------- | ---------------------------------------- |
| |                                          |                                          |                                          |                                          |
| År |                                          |                                          | Folkmängd                                | Areal (ha)                               |
| 1960 | 1960                                     |                                          | 315                                      |                                          |
| 1965 | 1965                                     |                                          | 297                                      |                                          |
| 1970 | 1970                                     |                                          | 313                                      |                                          |
| 1975 | 1975                                     |                                          | 266                                      |                                          |
| 1980 | 1980                                     |                                          | 263                                      | 65                                       |
| 1990 | 1990                                     |                                          | 230                                      | 66                                       |
| 1995 | 1995                                     |                                          | 224                                      | 67                                       |
| 2000 | 2000                                     |                                          | 197                                      | 67#                                      |
| 2005 | 2005                                     |                                          | 190                                      | 67#                                      |
| 2010 | 2010                                     |                                          | 163                                      | 68#                                      |
| 2015 | 2015                                     |                                          | 333                                      | 303                                      |
| 2020 | 2020                                     |                                          | 332                                      | 286                                      |
| Anm.: Upphörde som tätort 2000. Åter tätort 2015, då småorten växte samman med Snäckevarp och Fyrtorp och Fyrudden. # Som småort. |                                          |                                          |                                          |                                          |